# Andy Arnold García
Andy Arnold García Sandoval (Nuevo México, Estados Unidos, 1 de agosto de 1995) es un futbolista méxico-estadounidense, es defensa y juega actualmente en Chihuahua FC de la Serie A de México.